# Operace (medicína)

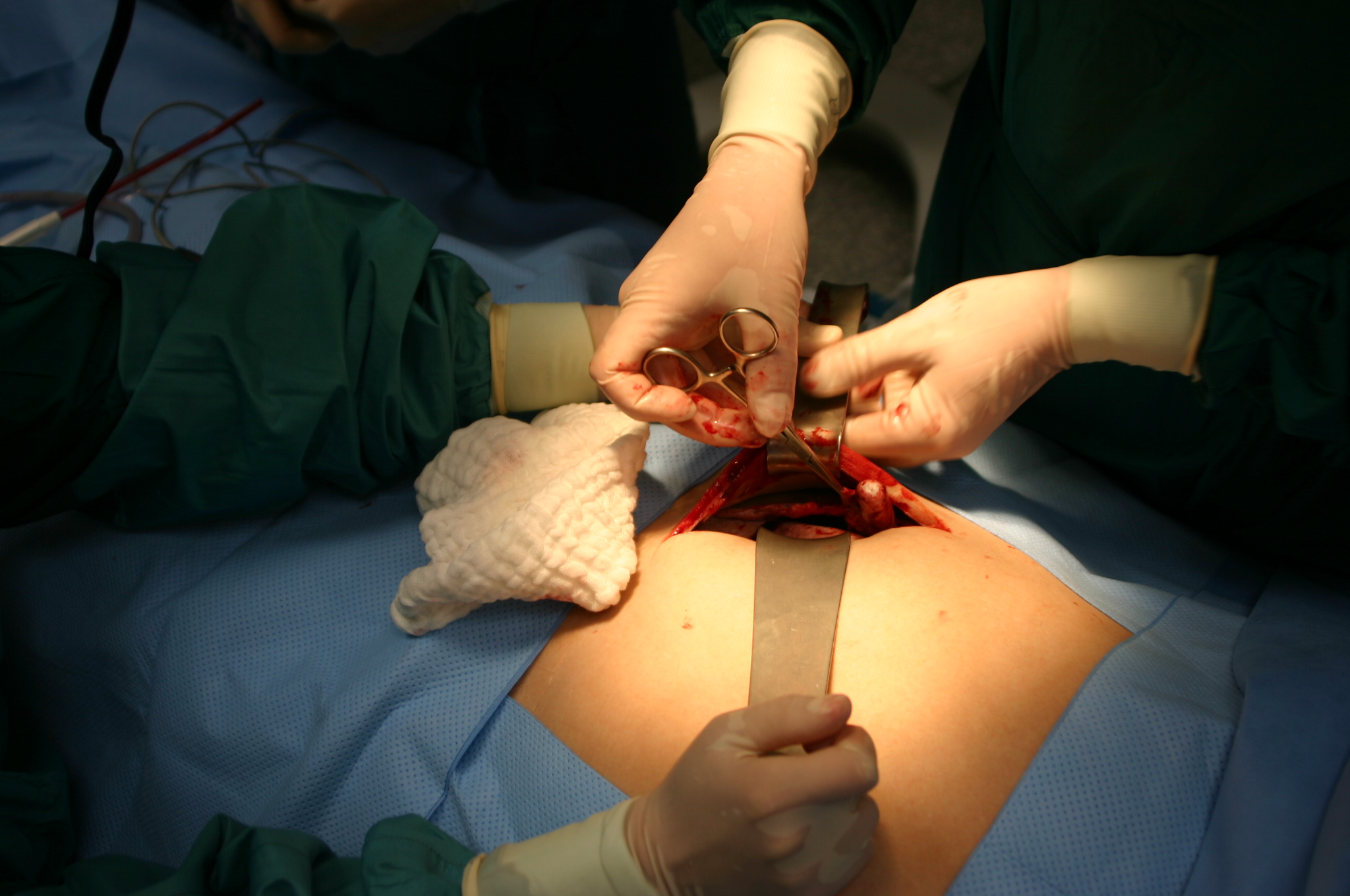

Operace (synonymum: chirurgický zákrok) znamená v medicínské terminologii takový zákrok, při kterém se používají chirurgické techniky, zejména manuální a přístrojové. Jde vždy o invazivní zákroky. Cílem je vyléčit patologický stav nebo vyšetřit pacienta nebo snaha přispět ke zlepšení tělesné funkce nebo vzhledu. Zákrok je obvykle prováděn na člověku (pacient) nebo na zvířeti. Lékař, který operaci provádí, je označován jako chirurg (všeobecný chirurg, ortoped a traumatolog, urolog, gynekolog a porodník, plastický a estetický chirurg, kardiochirurg, neurochirurg, oftalmolog, otorinolaryngolog, stomatolog, dermatochirurg apod.).

## Druhy operací
Operace jsou obvykle rozděleny do kategorií podle naléhavosti, typu, stupně invazivity, orgánů, kterých se operace týká a dalších kritérií, jako například dle použité techniky apod.

### Podle naléhavosti
Podle naléhavosti se operace dělí na
- neodkladné (akutní), např. zástava masivního krvácení
- urgentní, např. operace apendixu
- plánované (elektivní), např. načasovaná náhrada kyčelního kloubu, zákroky estetické chirurgie

### Podle typu operací
- incize - rozříznutí
- excize - vyříznutí
- exstirpace - odstranění ohraničeného ložiska
- resekce - částečné odstranění
- amputace - odříznutí části těla
- anastomóza - napojení dutých struktur (cév, střeva)
- replantace - zpětné našití odňaté části těla
- transplantace - přenos tkáně z dárce na místo upotřebení
- protéza - umělá náhrada

### Podle invazivity
- málo invazivní - menší řezy, fibroskopické zákroky, např. laparoskopie
- invazivní - rozsáhlé zákroky s velkými řezy, např. laparotomie

### Podle orgánů, kterých se zákrok týká
- kardiochirurgické zákroky - operace prováděné na srdci
- gastrointestinální zákroky - operace prováděné na trávicím traktu
- ortopedické zákroky - operace na kostech a svalech

apod.

### Podle použité techniky
- laserová operace - při použití laseru pro řezání tkáně místo skalpelu [1]
- mikrochirurgie - při použití mikroskopu
- robotická chirurgie - využití chirurgického robota [2]

## Průběh operace
Operace jako léčebný proces probíhá ve 4 fázích:
- Rozvaha hodnotí stav nemocného, možnosti léčby, rizik a komplikací.
- Příprava k operaci
- Provedení vlastní operace
- Hojení a návrat pacienta k běžnému životu

## Zajímavost
Hippokratova přísaha zakazuje lékaři provádět operace. Současná medicína s touto přísahou nemůže koexistovat (kromě zákazu chirurgických operací např. zakazuje vyučovat medicínu ženy, odvolává se na bohy, zakazuje potrat).